# Vòng loại bóng đá nữ Thế vận hội Mùa hè 2016 khu vực châu Đại Dương
Giải đấu vòng loại bóng đá nữ Thế vận hội OFC 2016 là lần thứ tư Giải đấu vòng loại bóng đá nữ Thế vận hội của OFC được tổ chức nhằm xác định đội tuyển đại diện cho khu vực châu Đại Dương tham dự môn bóng đá Thế vận hội.
Giải được chia thành hai giai đoạn. Giai đoạn đầu tiên là môn bóng đá nữ Đại hội Thể thao Thái Bình Dương, nơi mà đội tuyển thuộc Ủy ban Olympic Quốc tế xếp hạng cao nhất sẽ bước vào giai đoạn hai. Giai đoạn hai tổ chức theo thể thức lượt đi lượt về giữa đội vượt qua giai đoạn một với New Zealand, đội tuyển OFC xếp hạng cao nhất trên FIFA Women's World Rankings. Đội thắng giai đoạn hai sẽ giành suất dự môn bóng đá nữ Thế vận hội Mùa hè 2016 ở Brasil.
New Zealand dễ dàng vượt qua vòng loại lần thứ ba liên tiếp sau khi đối thủ Papua New Guinea bỏ cuộc ở lượt về.

## Đội tuyển tham dự
Có tổng cộng tám đội tuyển thuộc OFC đăng ký tham dự.
| Miễn thi đấu giai đoạn một | Thi đấu giai đoạn một                                                                              |
| -------------------------- | -------------------------------------------------------------------------------------------------- |
| - New Zealand              | - Quần đảo Cook - Fiji - Nouvelle-Calédonie1 - Papua New Guinea - Samoa - Quần đảo Solomon - Tonga |

Ghi chú
1 Nouvelle-Calédonie không thuộc IOC do đó không được quyền dự Thế vận hội. Nếu họ thắng giai đoạn một, đội á quân sẽ tiến vào vòng hai.

## Giai đoạn một
Giải bóng đá nữ tại Đại hội Thể thao Thái Bình Dương 2015 ở Port Moresby, Papua New Guinea từ 6–16 tháng 7 năm 2015 thuộc chương trình Đại hội Thể thao Thái Bình Dương 2015, đóng vai trò là giai đoạn một của vòng loại. Papua New Guinea là những người giành huy chương vàng và lọt vào giai đoạn hai.

## Giai đoạn hai
Papua New Guinea và New Zealand, đội được miễn thi đấu vòng một, thi đấu theo thể thức hai lượt đi và về. Các trận đấu được dự kiến diễn ra vào tháng 10/2015, nhưng đẩy sang tháng 1 năm 2016.
| Papua New Guinea | 1–7      | New Zealand                                                            |
| ---------------- | -------- | ---------------------------------------------------------------------- |
| Gunemba 79'      | Chi tiết | Hearn 20', 64' · Stott 22' · Longo 27', 53' · Phillips 35' · Erceg 63' |

| New Zealand | Hủy bỏ | Papua New Guinea |
| ----------- | ------ | ---------------- |
|             |        |                  |

Papua New Guinea xin bỏ cuộc ở trận lượt về do các vấn đề về visa khi nhập cảnh vào New Zealand.
New Zealand giành chiến thắng nghiễm nhiên và là đại diễn của châu Đại Dương tại Thế vận hội Mùa hè 2016.

## Đội tuyển vượt qua vòng loại
| Tên đội     | Ngày vượt qua vòng loại | Các giải đấu từng tham dự |
| ----------- | ----------------------- | ------------------------- |
| New Zealand | 26 tháng 1 năm 2016     | 2 (2008, 2012)            |